# ميريام تيريزا فينتر
ميريام تيريزا فينتر (بالإنجليزية: Miriam Therese Winter)‏ هي ملحنة وكاتبة غنائية أمريكية، ولدت في 1928.